# Ground-Based Midcourse Defense

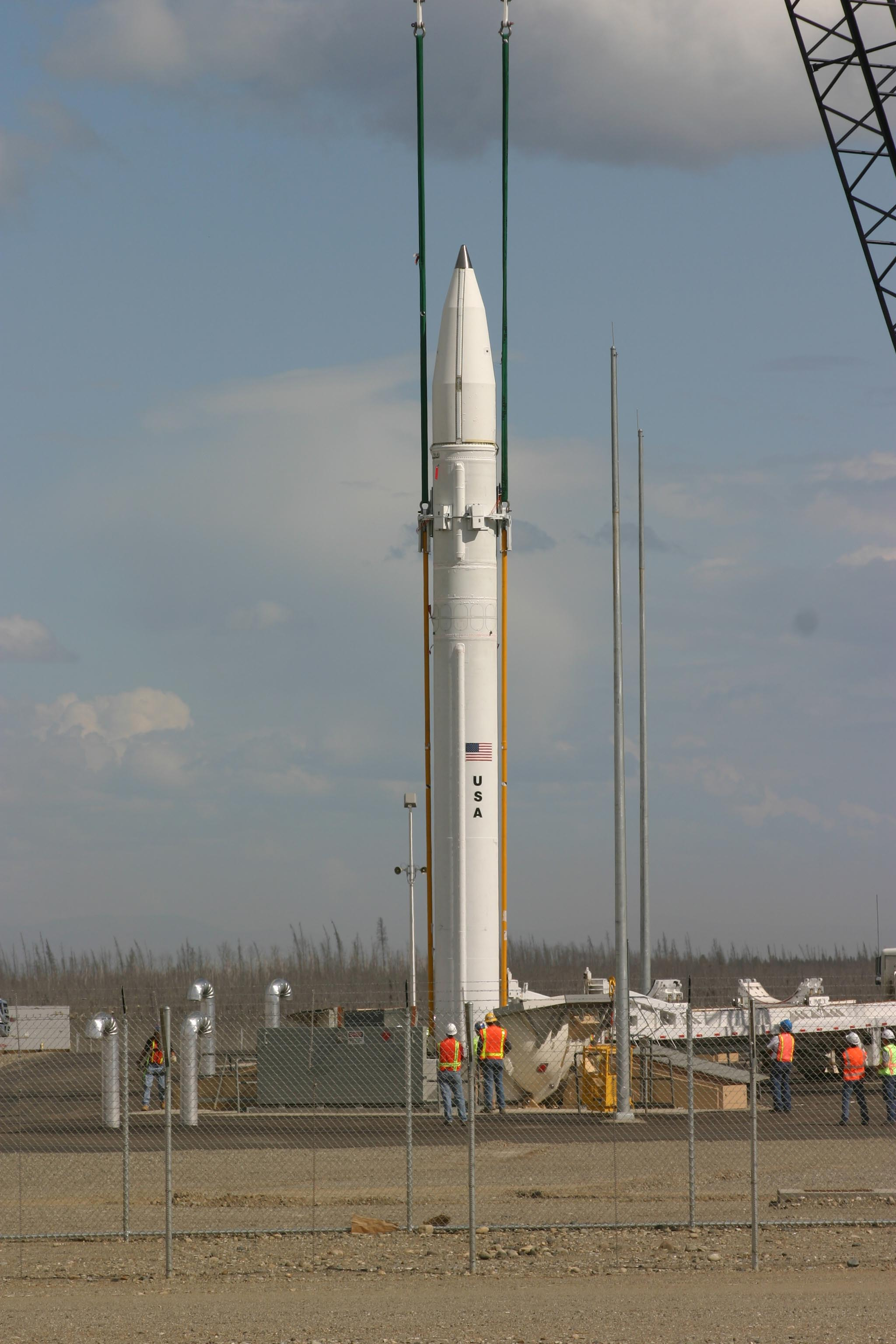
Antyrakieta GBI nad silosem, Fort Greely Alaska, 22 lipca 2004

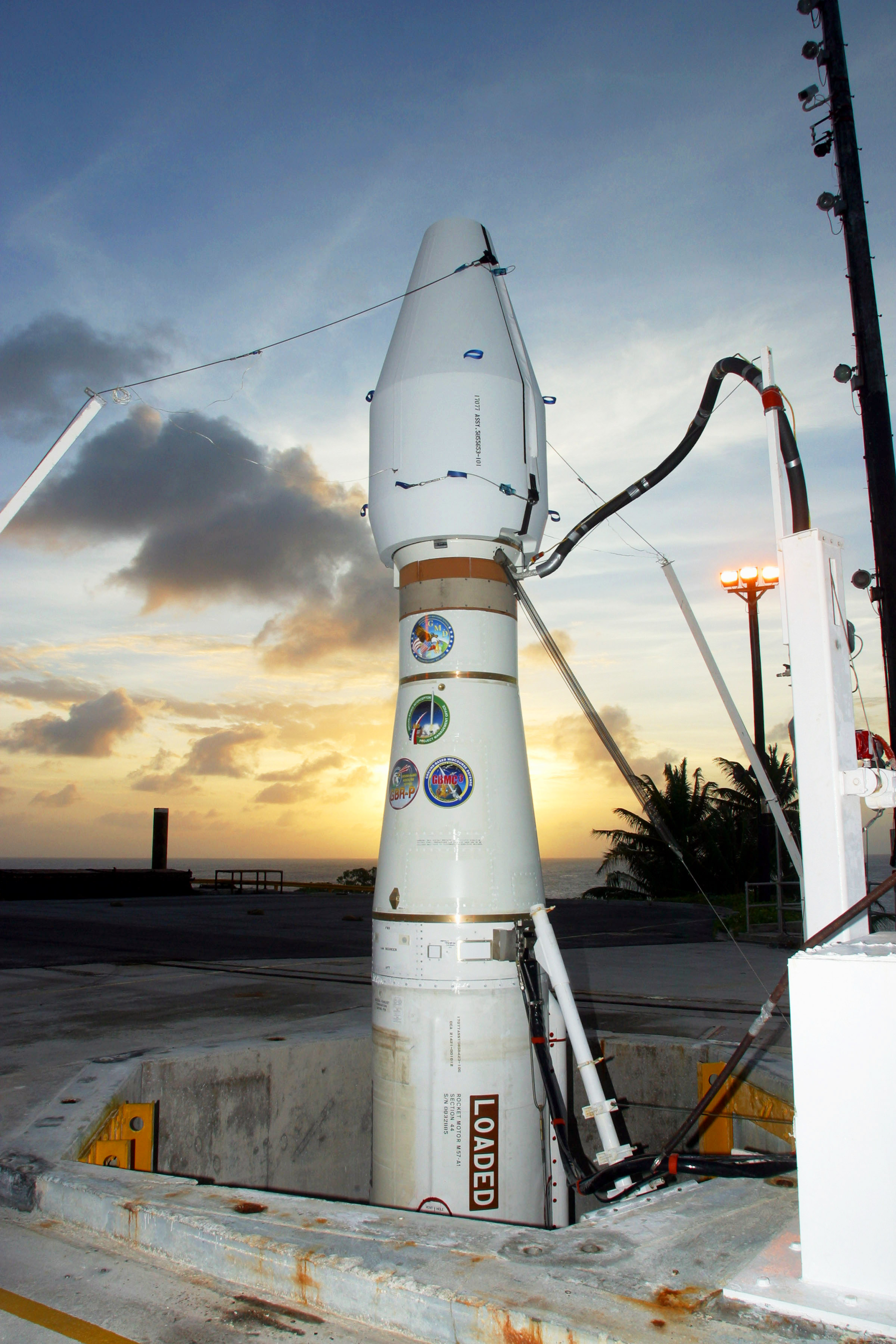
Testowa tymczasowa wersja GBI Lockheed Martina w wyrzutni bazie Vandenberg AFB

Ground-Based Midcourse Defense (GMD) – naziemny komponent amerykańskiego antyrakietowego systemu Ballistic Missile Defense, przeznaczony do zwalczania pocisków balistycznych w ich środkowej fazie lotu balistycznego. Zadaniem systemu GMD, jest zwalczanie rakiet balistycznych, wystrzelonych w kierunku terytorium Stanów Zjednoczonych lub ich sojuszników, w środkowej fazie lotu (ang. Midcourse Phase Defense), w najwyższej warstwie atmosfery – egzosferze i poza nią.

## Idea systemu
Środkowa faza trajektorii pocisku balistycznego jest najdłuższym etapem jego lotu, stwarzającym przez to największą możliwość jego zniszczenia. W zależności od rodzaju pocisku, faza ta może trwać nawet do 20 minut. Na tym etapie lotu rakieta nie jest napędzana, nie pracują już silniki które napędzały ją w fazie startowej, leci jedynie lotem bezwładnym, a tor jej lotu jest bardziej przewidywalny. Pociski przeznaczone do zwalczania rakiet na tym etapie lotu, zespoły radarów i innych czujników mają więcej czasu na wykrycie, śledzenie i namierzenie celu w porównaniu do pozostałych etapów lotu. Oczywiście także rakieta stanowiąca cel ma więcej czasu na podjęcie własnych środków obronnych przeciwko systemom antybalistycznym.

## Środki obronne systemu
Baza GMD, będąca zarazem wyrzutnią pocisków GBI, składa się z obszaru z silosami, strefy bezpieczeństwa w której znajduje się centrum dowodzenia bazy oraz dalej znajdującego się obszaru pełnego czujników ruchu. W bazie mieszka też personel techniczny i żołnierze do jej ochrony.

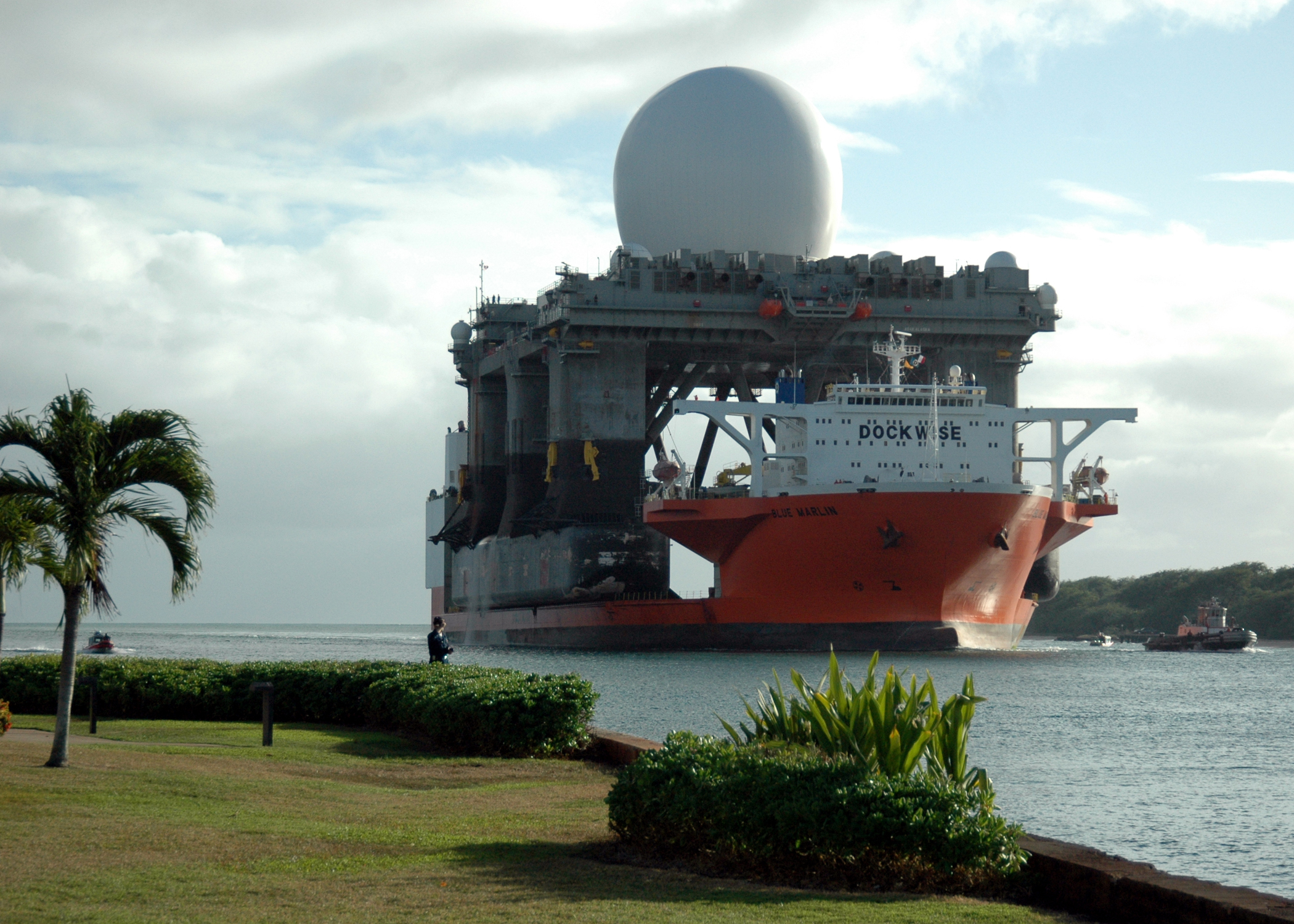
Sea-Based X-Band Radar na platformie w bazie Pearl Harbor, Styczeń 2006

### Ground Based Interceptor
Według stanu na rok 2007 podstawowym urządzeniem bojowym systemu był 3-stopniowy pocisk antybalistyczny Ground Based Interceptor (GBI) działający w oparciu o technologię hit-to-kill, w którego opracowaniu i produkcji uczestniczą:
- Boeing, jako główny wykonawca
- Raytheon: pojazd niszczący (Exo-atmospheric Kill vehicle)
- Northrop Grumman: systemy kontroli i zarządzania walką (ang. Battle Management Command and Control)
- Lockheed Martin Missiles & Space: rakieta nośna
- Orbital Sciences Corporation: rakieta nośna
- Bechtel: konstrukcja baz
- Teledyne Brown Engineering: testy techniczne systemów i serwis techniczny

System GMD składa się także z:
- Radarów Raytheona pracujących w paśmie X:
  - morskich (1 Sea-Based X-Band Radar – SBX)
  - lądowych (1 Ground Based Radar – GBR, 5 AN/TPY-2')
- wyrzutni pocisków antybalistycznych GBI w bazach Vandenberg AFB w Kalifornii, i Fort Greely na Alasce, łącznie według stanu na 2009 znajdowało się w nich 25 GBI

### Kinetic Energy Interceptor
Według stanu na 2008 przewidywano, że w 2013 system będzie się składał z 7 mobilnych radarów FBXB, radaru GBR i SB(X) i 2 baz GMD: Fort Greely na Alasce, Vandenberg AFB w Kalifornii, wyposażonych łącznie w ok. 100 pocisków GBI. W roku 2008 ostateczny kształt systemu GMD nie był znany. Według stanu na 2008 przewidywano, że najprawdopodobniej docelowo system GMD w latach późniejszych niż 2008 będzie się składał z kilku baz na całym świecie: Fort Greely na Alasce, Vandenberg AFB w Kalifornii, baza w Japonii, oraz pięć baz w Europie (uzbrojonych po 10 GBI), wyposażonych łącznie w 375 antyrakiet GBI oraz rozlokowanych w różnych miejscach na świecie radarów, mobilnych lądowych wyrzutni KEI, oraz pocisków GBI. W 2008 dostępne były informacje, że koszt budowy systemu miał wynieść 181 miliardów dolarów, zaś koszt użytkowania tego systemu też miał wynieść 181 mld dolarów.